# Persona 3 The Movie: Chapter 1, Spring of Birth
Persona 3 The Movie: Chapter 1, Spring of Birth (劇場版「ペルソナ3」 Gekijō-ban Perusona 3?) är en japansk animerad äventyrsfilm som produceras av Anime International Company och ges ut av Aniplex. Handlingen baseras på TV-spelet Shin Megami Tensei: Persona 3 som släpptes till TV-spelskonsolen Playstation 2 år 2007. Detta är den första filmen i filmserien Persona 3 The Movie och hade premiär i Japan den 23 november 2013. Under premiärhelgen såldes 39,963 biljetter i 26 biografer och intäkterna nådde 60,9 miljoner yen.
Produktionen av filmen avslöjades i en trailer i slutet på filmversionen av animen Persona 4: The Animation, vid namn Persona 4 The Animation -The Factor of Hope- (ペルソナ4 the Animation -the Factor of Hope-?), som hade sändningspremiär den 9 juni 2012. Uppföljaren till filmen, Persona 3 The Movie #2 Midsummer Knight's Dream, kommer att visas sommaren 2014.

## Rollista
| Akira Ishida      | – Makoto Yuki      |
| Megumi Toyoguchi  | – Yukari Takeba    |
| Kōsuke Toriumi    | – Junpei Iori      |
| Rie Tanaka        | – Mitsuru Kirijo   |
| Hikaru Midorikawa | – Akihiko Sanada   |
| Kazuya Nakai      | – Shinjiro Aragaki |
| Mamiko Noto       | – Fuuka Yamagishi  |
| Akira Ishida      | – Pharos           |
| Isamu Tanonaka    | – Igor             |
| Miyuki Sawashiro  | – Elizabeth        |
| Hideyuki Hori     | – Shuji Ikutsuki   |
| Yuka Komatsu      | – Natsuki Moriyama |

## Utgivning
Filmen släpptes på DVD och Blu-ray i Japan den 14 maj 2014 i två versioner, där en av dem innehåller sju minuter extramaterial som inte visades på bio. Den engelska versionen av filmen släpptes den 20 maj 2014 och fick engelska undertexter istället för en dubbning.

## Soundtrack
Filmens kompositör är Shōji Meguro, som även stod för spelets musik. Filmens huvudtema, More Than One Heart, sjungs av Yumi Kawamura.
Alla låtar är komponerade av Shōji Meguro.
| 1.           | More Than One Heart                                | Yumi Kawamura | 5:11  |
| 2.           | Burn My Dread-Spring of Birth ver -.               | Yumi Kawamura | 3:22  |
| 3.           | More Than One Heart (instrumental)                 |               | 5:11  |
| 4.           | Burn My Dread-Spring of Birth ver - (instrumental) |               | 3:22  |
| Total längd: | Total längd:                                       | Total längd:  | 17:06 |

### Trailers
- Filmens första trailer på Youtube (japanska)
- Filmens andra trailer på Youtube (japanska)
- Filmens tredje trailer på Youtube (japanska)
- Filmens fjärde trailer på Youtube (japanska)
- Filmens första trailer på Youtube (engelska)
- Filmens andra trailer på Youtube (engelska)